# Velike Poljane, Ribnica

Lega kraja v Atlasu okolja

Velike Poljane so gručasto naselje in krajevna skupnost v Občini Ribnica. Leži na poločnem pobočju zakrasele Male gore, ob cesti iz Ortneka na Grmado (887 m). Vzhodno od nje se dviga Jarčji hrib (749 m).  
V spodnjem delu naselja stoji župnijska cerkev svetega Jožefa, južno od vasi pa cerkev sv. Tomaža z lepimi freskami, zgrajena leta 1363. Zaradi sončne in razgledne lege so tu zrasle številne počitniške hišice.